# Адольф Нопф
Адольф Нопф (англ. Adolph Knopf; 2 грудня 1882 — 23 листопада 1966) — американський геолог. Здобув освіту в Університеті Каліфорнії у Берклі, він працював у Геологічній службі США, Єльському та Стенфордському університетах. Він перш за все займався петрологією та мінералогією, хоча пізніше зробив внесок у геохронологію. Більшу частину польової роботи проводив на заході США, досліджуючи родовища корисних копалин на Алясці, батоліт Боулдер у Монтані та Голд Кантрі у Каліфорнії.
Нопф був членом Національної академії наук США й Американської академії мистецтв і наук. У 1944 році він був президентом Геологічного товариства Америки, а у 1959 році отримав медаль Пенроуза. Його друга дружина, Елеонора Нопф, була відомим геологом.

## Ранні роки
Нопф народився 2 грудня 1882 року у Сан-Франциско, штат Каліфорнія, у родині американських іммігрантів. Його батько був будівельником. Він виріс разом із сім'єю на ранчо поблизу Вудсайду, Каліфорнія.

## Кар'єра
Нопф вступив до Каліфорнійського університету у Берклі, де вивчав петрологію під керівництвом Ендрю Лоусона. У 1904 році він здобув ступінь бакалавра наук з гірничої геології та ступінь магістра наук у 1905 році. Того ж року він провів перше з шести літ, досліджуючи родовища корисних копалин на Алясці для Геологічної служби США. У 1906 році він переїхав до Вашингтона, отримавши місце на повну ставку  Геологічній службі. Аляскинський відділ, одним із близько десятка членів якого був Нопф, вважався найкращою геологічною групою Геологічної служби США на той час. Робота Нопфа про родовища олова на півострові Сьюард стала основою дисертації на здобуття доктора філософії у Берклі у 1909 році. На Алясці він також відкрив мінерали гальсит і пейгеїт.
У 1911 році Нопф отримав підвищення з помічника геолога до геолога. Протягом наступних дев'яти років він виконав низку польових проєктів для Геологічної служби, починаючи з гірничодобувного району у Монтані, зокрема батоліт Боулдер, і до інших західних штатів, серед них Невада та Каліфорнія. В останньому штаті він обстежив район Голден Стейт. Університети на східному узбережжі платили приблизно вдвічі більше за зарплату у Геологічній службі, Нопф перейшов на посаду викладача, і кілька його колег наслідували його приклад. Він приєднався до Єльського університету у січні 1920 року. Проте Нопф заохочував студентів працювати у Геологічній службі, таким чином попереджаючи відтік мізків.
У Єльському університеті Нопф працював асоційованим професором, але у 1923 році став повним професором. У 1937 році він здобув звання професора геології Сіллімана, а у 1938 році — професора Стерлінга. З 1933 року і до виходу на пенсію у 1951 році він був директором аспірантури Єльського університету. Він повернувся до рідного Вудсайду й оселився неподалік від старого сімейного ранчо. Він продовжував брати участь у зустрічах Школи наук про Землю Стенфордського університету до своєї смерті у 1966 році.
Розпочата польова робота Нопфа не зупинялася у роки кар'єри у Єльському та Стенфордському університетах, зосереджуючись на західних штатах. Він продовжив свою роботу на батоліті Боулдер і досліджував інтрузивні тіла магматичних гірських порід на Спаніш Пікс у Колорадо. Він зробив внесок у розвиток геохронології, встановивши нижню межу 2 мільярдів років, а пізніше 4,5 мільярда років для віку Землі.
У 1931 році Нопф став членом Національної академії наук США. Він також був членом Американської академії мистецтв і наук і Геологічного товариства Америки. У 1944 році він очолив Геологічне товариство Америки, у 1959 році отримав медаль Пенроуза. У 1937 став віце-президентом Товариства геологів корисних копалин.

## Особисте життя

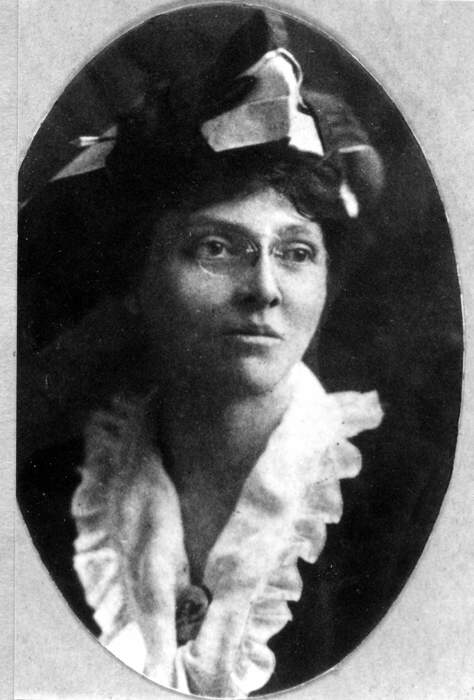
Елеонора Нопф, геолог і друга дружина Адольфа Нопфа.

У 1908 році Нопф одружився з Агнес Бургард Діллон. У них було три доньки й один син, проте одна дівчинка померла у дитинстві. Агнес померла у 1918 році під час пандемії грипу. У червні 1920 року Нопф одружився з геологом Геологічної служби США Елеонорою Френсіс Блісс, яка допомагала йому та супроводжувала у подорожах. Після переїзду до Єльського університету, у який тоді не приймали на роботу жінок, Елеонора працювала в офісі чоловіка як приватний викладач та виконуючи завдання Геологічної служби. У Каліфорнії вона стала науковим співробітником Стенфорда.

## Спадщина
Нопф помер 23 листопада 1966 року у Пало-Альто, Каліфорнія. Він заповів посаду професора Єльського університету. Чинним професором петрології Адольфа Нопфа є Шун-Ічіро Карато. Адольф й Елеонора Нопфи також заснували стипендію для випускників-петрологіі Стенфорду. У районі Джуно на Алясці назвали гору Адольфа Нопфа на його честь.